# Mwata Yamvo
 (décembre 2020).
Si vous disposez d'ouvrages ou d'articles de référence ou si vous connaissez des sites web de qualité traitant du thème abordé ici, merci de compléter l'article en donnant les références utiles à sa vérifiabilité et en les liant à la section « Notes et références ».
Mwant Yav (r. 1660-1675) est considéré comme le premier souverain de l'empire Lunda né de la confédération de tribus Lundas (uruund = amitié) occupant originellement le sud du Katanga. C'est aussi le titre qu'ont porté après lui tous les souverains de cet empire, qui subsiste au XXIe siècle sous forme de royaume coutumier. Le souverain actuel est le 28e, Mwant Yav Mushid III, Maître Benjamin Tshombe Kaumb Satchilemb dans le civil. Il succède à son frère Mwant Yav Kawel I (r. 1983-2005), Thomas Tshombé Kabwit Isoj, qui fut parlementaire du Congo indépendant, du Katanga et du Zaire. Leur aîné est Moise Tshombé, qui fut président du Katanga et premier ministre du Congo indépendant. L'empereur Lunda n'obtient pas son titre de façon strictement héréditaire et est en principe élu à vie par un conseil de sages et de membres des conseils des autres peuples de la confédération Lunda. Néanmoins, chaque nouvel empereur reprend le nom du premier, Mwata Yamvo, et le nom de Lueji, sa mère symbolique, est repris par toutes les impératrices, qui sont mères symboliques du pays et réalisent la passation de pouvoirs en transmettant au nouveau Mwata Yamvo le braclet lukanu, insigne de royauté qu'elles seules ont le droit de manipuler en dehors de l'empereur.

## Le premier Mwant Yav
Aux environs du XVIe siècle en Afrique centrale, sur le territoire de l'actuelle République démocratique du Congo, le royaume Luba s'étendait de la rivière Kasaï jusqu’au abords du lac Tanganyika. Le roi Kalala Ilunga avait un frère, Ilunga Tshibinda, qui quitta le Royaume et s'en alla vers le sud avec un groupe de fidèles. Tshibinda se maria plus tard avec la reine d'une ethnie du sud, Lueji (Ruej a Nkond), dont le père était chef de la confédération Lunda. L’arrivée de l’étranger à la Cour lunda créa un grand schisme car Lueji, désignée par son père pour lui succéder au lieu de ses frères, offrit le rukan, bracelet de cuivre insigne royal des Lundas au « chasseur » Tschibinda. S'ensuivit un exode des trois frères et d'autres membres de la famille, qui seraient devenus ancêtres d'autres peuples de l'empire Lunda. De cette union entre Tshibinda et Lueji ne naquit aucune progéniture, et c'est une proche parente de Lueji, Lukongesha (Rukonkish), qui donna naissance à Yav a Tshibinda (Yav fils de Tshibinda) qui devint après son intronisation Mwata Yamvo (ou Mwant Yav = vénérable Yav). Il structura et étendit le royaume Lunda, et nomma gouverneurs (ayilol) les chefs de la diaspora emmenée par les parents transfuges de Lueji, tout en les rappelant à l'intangibilité du pouvoir central de Musumba, la capitale.
L'empire s’étendait, avant l’arrivée des Européens, du sud de la République Démocratique du Congo aux provinces septentrionales de l’Angola et de la Zambie. Ses dignitaires portent le Tshibangul (yibangul), couvre-chef en forme d’auréole pour certains et à trois cornes pour les autres. Le Grand Chef Mwant Yav Mbako Ditend était présent lors de la déclaration d'indépendance du Congo, ancien Congo belge, le 30 juin 1960.